# Cristina Siqueira Ferreira
Cristina Siqueira Ferreira é uma bióloga e ilustradora-científica brasileira.

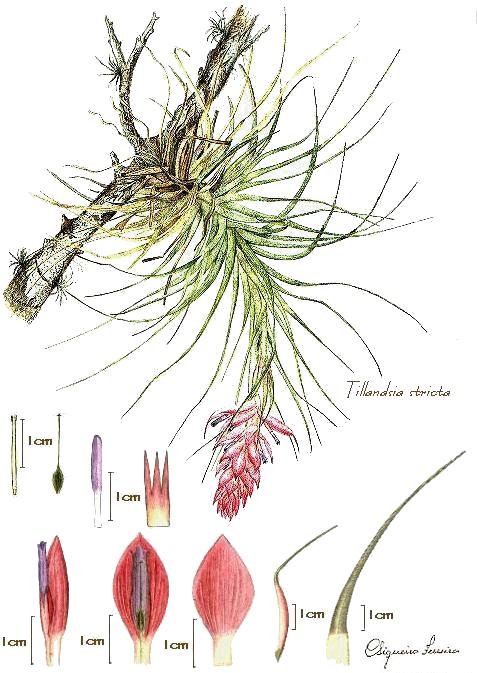
Ilustração de Cristina Siqueira

## Carreira
Descobriu-se como ilustradora na faculdade de Biologia através do incentivo de sua professora de botânica. Inicialmente, dedicou-se a ilustrações do cotidiano acadêmico. Após alguns anos, Cristina procurou por professores dispostos a lhe ensinar a arte da ilustração científica. Foi então que ela descobriu uma das melhores professoras, que além de ensinar tudo sobre ilustração botânica, se tornou grande amiga, Dulce Nascimento. Ingressou então no ano de 2000 no Curso de Ilustradores Botânicos na Casa de Cultura Laura Alvim. Participou de várias publicações em diversos livros de pesquisa científica. No ano de 2009 foi convidada a elaborar ilustrações botânicas para um livro sobre plantas aquáticas de uma restinga do estado do Rio de Janeiro, tornou-se assim Autora da: Iconografia do Parque Nacional da Restinga de Jurubatiba, livro disponível no Museu Nacional do Rio de Janeiro e na Biblioteca do Jardim Botânico de Nova York. Em 2010, ingressou na Fiocruz, onde participou de pesquisas e eleborou ilustrações científicas. Atualmente, Cristina dispõe de grande acervo para vendas, onde preços variam de acordo com o valor agregado através do tamanho da obra, detalhes da planta, animal ou paisagem e tempo dedicado. Foi reconhecida pela Universidade da Flórida (University of Florida - UF) como uma das maiores ilustradoras científicas da atualidade. Suas exposições mais relevantes aconteceram na Casa de Cultura de Maricá, no Hotel do Frade e no Forte de Copacabana.
É discente do Curso de Especialização em Ciência, Arte e Cultura na Saúde - FIOCRUZ MS.